# Saint-Just (Eure)
Saint-Just és un municipi francès situat al departament de l'Eure i a la regió de Normandia. L'any 2007 tenia 1.331 habitants.

## Demografia

### Població
El 2007 la població de fet de Saint-Just era de 1.331 persones. Hi havia 472 famílies de les quals 76 eren unipersonals (32 homes vivint sols i 44 dones vivint soles), 164 parelles sense fills, 212 parelles amb fills i 20 famílies monoparentals amb fills.
La població ha evolucionat segons el següent gràfic:
Habitants censats

### Habitatges
El 2007 hi havia 506 habitatges, 470 eren l'habitatge principal de la família, 9 eren segones residències i 27 estaven desocupats. 471 eren cases i 25 eren apartaments. Dels 470 habitatges principals, 385 estaven ocupats pels seus propietaris, 78 estaven llogats i ocupats pels llogaters i 7 estaven cedits a títol gratuït; 8 tenien una cambra, 18 en tenien dues, 53 en tenien tres, 109 en tenien quatre i 283 en tenien cinc o més. 394 habitatges disposaven pel capbaix d'una plaça de pàrquing. A 176 habitatges hi havia un automòbil i a 276 n'hi havia dos o més.

### Piràmide de població
La piràmide de població per edats i sexe el 2009 era:
| Homes | Edats   | Dones |
| ----- | ------- | ----- |
| 0     | 95 o +  | 0     |
| 0     | 90 a 94 | 0     |
| 0     | 85 a 89 | 4     |
| 4     | 80 a 84 | 0     |
| 12    | 75 a 79 | 16    |
| 16    | 70 a 74 | 16    |
| 32    | 65 a 69 | 24    |
| 32    | 60 a 64 | 24    |
| 28    | 55 a 59 | 24    |
| 36    | 50 a 54 | 36    |
| 56    | 45 a 49 | 60    |
| 64    | 40 a 44 | 64    |
| 52    | 35 a 39 | 52    |
| 44    | 30 a 34 | 64    |
| 24    | 25 a 29 | 36    |
| 32    | 20 a 24 | 24    |
| 20    | 15 a 19 | 80    |
| 64    | 10 a 14 | 60    |
| 56    | 5 a 9   | 64    |
| 36    | 0 a 4   | 40    |

## Economia
El 2007 la població en edat de treballar era de 868 persones, 617 eren actives i 251 eren inactives. De les 617 persones actives 580 estaven ocupades (319 homes i 261 dones) i 38 estaven aturades (13 homes i 25 dones). De les 251 persones inactives 78 estaven jubilades, 103 estaven estudiant i 70 estaven classificades com a «altres inactius».

### Ingressos
El 2009 a Saint-Just hi havia 472 unitats fiscals que integraven 1.355 persones, la mediana anual d'ingressos fiscals per persona era de 23.342 €.

### Activitats econòmiques
Dels 38 establiments que hi havia el 2007, 4 eren d'empreses de fabricació d'altres productes industrials, 9 d'empreses de construcció, 6 d'empreses de comerç i reparació d'automòbils, 2 d'empreses de transport, 1 d'una empresa d'hostatgeria i restauració, 1 d'una empresa d'informació i comunicació, 2 d'empreses financeres, 1 d'una empresa immobiliària, 6 d'empreses de serveis, 4 d'entitats de l'administració pública i 2 d'empreses classificades com a «altres activitats de serveis».
Dels 14 establiments de servei als particulars que hi havia el 2009, 2 eren tallers de reparació d'automòbils i de material agrícola, 1 taller d'inspecció tècnica de vehicles, 1 autoescola, 5 paletes, 1 fusteria, 2 lampisteries, 1 electricista i 1 perruqueria.
L'únic establiment comercial que hi havia el 2009 era una floristeria.
L'any 2000 a Saint-Just hi havia 4 explotacions agrícoles.

## Equipaments sanitaris i escolars
El 2009 hi havia una escola elemental.

## Poblacions més properes
El següent diagrama mostra les poblacions més properes.